# Gora Sorokina
Gora Sorokina (Transkription von russisch Гора Сорокина) ist ein Nunatak im ostantarktischen Königin-Maud-Land. Er ragt nordöstlich der Sørfløya in der Kirwanveggen auf.
Russische Wissenschaftler benannten ihn. Der Namensgeber ist nicht überliefert.